# بيت الكعكي
قصر الكعكي، يعتبر من القصور الأثرية في مدينة الطائف.

## موقع القصر
بني القصر عام 1358هـ ، ويقع في حي السلامة في مدينة الطائف أمام مبنى مديرية الدفاع المدني من جهة الشمال.
بنى القصر محمد بن عثمان القرشي وهو الذي استشهد ببيتٍ من الشعر على البوابة الرئيسية:
استعان محمد بن عثمان بالعمال المحليين والمهندسين الأتراك لرسم الهيكل العام وكروكي المساحة من الداخل والخارج، والقصر يتبع لأسرة الكعكي ومن هم صدقة الكعكي، وسراج كعكي، وهم من أعيان مدينة الطائف.

## عمارة القصر
يتكون القصر الذي ازدان بأعمدة من الحجر والنورة وبزخارف بأشكال جميلة، من ثلاثة أدوار ، ويحوي 40 غرفة و6 مطابخ، وبه حمام تركي، وتبلغ مساحة القصر 1275 مترًا مربعًا تقريبًا. كان يحيط بالقصر بستان عامر بزراعة الفواكه والزهور، إضافة إلى بئر كان يزود القصر منها بالمياه العذبة.
- يتكون من ثلاثة طوابق متدرجة في خرجاتها.
- صمم القصر على الطراز الروماني
- نُقش على بوابة الدخول الرئيسية بالجدار الشرقي بيتان من الشعر يحيط بهما دائرة على اليمين واليسار نصان آخران هما:"هذا من فضل ربي"و"كيف أحسد وأنا الفقير عند الغني"
- يتميز القصر بزخارفه المتنوعة، وأسقفه الجمالية.
- يقع خلف القصر حديقة تابعة له يوصل إليها عن طريق باب في الجدار الغربي لهذا القصر
- روعي في تصميمه وجود قسم للرجال، وآخر للنساء فيما عرف في المنازل والقصور الأسلامية باسم الحرملك والسلاملك.[4]

## سكان القصر
سكنه أصحابه من آل الكعكي؛ فقد استمر به سراج كعكي حتى ما قبل 15 عاماً، ومنذ أن توفى صدقة كعكي هُجر القصر، ومن ثم أصبح يؤجر في مواسم الصيف على بعض المصطافين.

## انظر ايضاً
- قصر شبرا
- قصر الدهلوي
- قصر باناجه

## وصلات خارجية
- قصر الكعكي.. تحفة الطائف التاريخية.
- قصرا «الكاتب» و «الكعكي» يختزلان تاريخ العمارة في الطائف.